# Parmelina johnstoniae
Parmelina johnstoniae är en lavart som beskrevs av Elix. Parmelina johnstoniae ingår i släktet Parmelina och familjen Parmeliaceae.   Inga underarter finns listade i Catalogue of Life.